# Yama (yoga)
Pour les articles homonymes, voir Yama (homonymie).
Yama (यम en sanskrit devanāgarī) est un terme sanskrit qui correspond dans les Yoga Sūtra de Patañjali au premier membre (aṅga) du Yoga. Ce terme sanskrit signifie contrôle de soi, devoir moral, règle, observance; austérité, refrènement, et il est la première étape du yoga intégral (rājayoga).
Le verbe sanskrit yam signifie « tenir en main », « contenir », « soutenir », « porter », « réfréner », « maîtriser », « mettre en ordre ».

## Cinq observances ou vertus morales
Yama comporte cinq observances morales de base à pratiquer (ce sont les mêmes que les vœux du jaïnisme et proches des cinq préceptes bouddhistes). Chacune engendre des conséquences positives facilitant la vie sociale et l'évolution personnelle du pratiquant. Les conséquences sont détaillées dans les sūtras de II.35 à II.39. Voici la liste des cinq observances morales :
1. ahimsa : la « non-violence » universelle, la bienveillance, ne pas tuer ou blesser des êtres vivants, en pensées, en paroles et en actes, directement, indirectement ou par consentement [3],
2. satya : la « véracité », la sincérité, permet d'agir de façon juste, avoir une vue impartiale des événements, pour le bien de toutes les créatures[4],
3. asteya : l'« absence de vol », l'honnêteté, la probité, permet de profiter sereinement de l'existant,
4. brahmacharya :  « Comportement qui mène au Brahman » (contrôle des sens)[4], la modération dans les désirs (chasteté), évite le gaspillage d'énergie,
5. aparigraha : la « non-possession » de biens, le détachement, contentement (santoshi), l'absence de convoitise, procure une sorte de sécurité émotionnelle et de stabilité, permettant à l'esprit de se concentrer sur des sujets plus spirituels.

Ces principes relationnels s'observent dans la vie courante, y compris pendant la pratique des asanas (troisième membre du yoga). C'est une façon de ne pas tomber dans le piège de la simple pratique physique superficielle.
Les Lois de Manu précisent qu'il faut « que le sage observe constamment les devoirs moraux (Yamas) avec plus d'attention que les devoirs pieux (Niyama), celui qui néglige les devoirs moraux (Yama) déchoit même lorsqu'il observe les devoirs pieux (Niyama) ».

## Sources
- D'après Gérard Huet, Page personnelle à l'INRIA
- Yoga-sūtra de Patanjali. Miroir de soi. Traduction de Bernard Bouanchaud, éditions Agamat, 2011.